# Покровский, Фёдор Иванович
Фёдор Иванович Покровский (6 (18) февраля 1871 года, село Покровское, Буйский уезд, Костромская губерния — январь 1942 года, Ленинград) — российский историк, филолог и археограф, надворный советник (1913).

## Биография
Фёдор Иванович Покровский родился 6 (18) февраля 1871 года в селе Покровское Буйского уезда Костромской губернии в семье дьячка. Окончил Костромскую духовную семинарию в 1890 году, после чего два года работал надзирателем в Духовном училище Костромы. В 1896 году завершил обучение в Санкт-Петербургской духовной академии со степенью кандидата богословия и правом соискания магистерской степени.
С 1897 по 1900 год преподавал русский язык с церковнославянским в старших классах Галичского духовного училища. В 1900 году был определён псаломщиком при Галичском Преображенском соборе. С 1899 года участвовал в экспедициях под руководством Н. К. Никольского, разыскивая неописанные рукописи в российских хранилищах. В 1893, 1897—1898, 1900 и 1926—1927 годах входил в состав авторского коллектива Словаря русского языка под редакцией Я. К. Грота и А. А. Шахматова.
С января 1903 года занимал должность учёного корректора Отделения русского языка и словесности (ОРЯС) Императорской академии наук. В 1905 году по заданию Вс. И. Срезневского подготовил первый выпуск «Описания рукописей Библиотеки Академии наук». С 1908 года — помощник библиотекаря. В 1914 году был командирован в Италию и Австрию для работы в библиотеках и архивах.
С 1916 года — библиотекарь Библиотеки Академии наук (БАН). Участвовал в эвакуации академического имущества в Саратов во время Первой мировой войны и его возвращении в Петроград в 1921 году. С 1924 года — главный библиотекарь БАН, с 1925 года — старший учёный хранитель. В 1928 году возглавил Секретный фонд, а в 1929 году временно исполнял обязанности помощника директора БАН.
Занимался диалектологией, опубликовал исследования о говорах Костромской и Нижегородской губерний. Составил «Второе дополнение к Опыту областного великорусского словаря», изучал «Слово Даниила Заточника» и путешествие казака Ивана Петлина в Монголию (1618). Участвовал в «Песенной экспедиции» Русского географического общества (1901—1903). Под руководством Н. П. Кондакова работал над «Сборником исторических материалов о русских чудотворных иконах Божией Матери».
В ноябре 1929 года уволен из БАН «по первой категории» в ходе чистки аппарата Академии наук. Арестован по «делу академика С. Ф. Платонова», обвинён в сокрытии архивных фондов. Приговорён к 10 годам заключения в Соловецком лагере. Реабилитирован 14 апреля 1934 года, в феврале 1935 года вернулся в Ленинград.
С 1938 года — внештатный сотрудник Картотеки древнерусского словаря (ДРС) Института русского языка, где обработал около 30 тысяч карточек с греческими и латинскими параллелями. Скончался в 1942 году.